# Jimmy Kimmel
Jimmy Kimmel (Brooklyn, 13 november 1967) is een Amerikaans televisiepresentator en komiek. Hij kreeg in 2003 zijn eigen talkshow op ABC, getiteld Jimmy Kimmel Live!.

## Biografie
Jimmy Kimmel werd geboren in Brooklyn, New York, en verhuisde op 9-jarige leeftijd met zijn gezin naar Las Vegas. Zijn moeder was van Italiaanse afkomst, de ouders van zijn vader waren Duitse immigranten.
Zijn carrière als presentator begon in de radio-industrie. Toen Kimmel op het radiostation KCMJ zijn eigen show kreeg, overtuigde hij een jonge Carson Daly om met school te stoppen en zijn stagiair te worden. Later werd Kimmel bekend als "Jimmy the Sports Guy" in het ochtendprogramma Kevin and Bean op zender KROQ.
In de jaren negentig maakte Kimmel de overstap naar televisie. Hij werd de komische assistent van presentator Ben Stein in het spelprogramma Win Ben Stein's Money, dat vanaf 1997 werd uitgezonden op Comedy Central. In 1999 werd het duo beloond met een Emmy Award. Dat jaar werd Kimmel samen met Adam Carolla, een komiek die hij had leren kennen tijdens zijn periode bij KROQ, presentator en bedenker van het sketchprogramma The Man Show. In 2001 stapte Kimmel op bij Win Ben Stein's Money. Hij werd vervangen door Nancy Pimental, die op haar beurt werd opgevolgd door Kimmels neef Sal Iacono.
Kimmel werkte vervolgens met Carolla en collega Daniel Kellison ook mee aan de programma's Crank Yankers (Comedy Central) en The Andy Milonakis Show (MTV2).

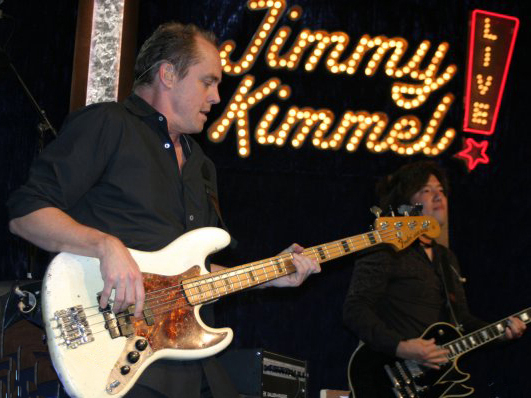
De band van Jimmy Kimmel Live.

In januari 2003 kreeg Kimmel zijn eigen laatavondprogramma op ABC. Jimmy Kimmel Live werd aanvankelijk live uitgezonden, tot acteur Thomas Jane in een uitzending regelmatig begon te vloeken. Vanaf dan besloot ABC het programma op voorhand op te nemen, zodat, indien nodig, bepaalde fragmenten gecensureerd konden worden. 
In 2004 nam Detroit Pistons het op tegen Los Angeles Lakers in de finale van het NBA-kampioenschap. Tijdens de rust van de wedstrijd schakelde ABC over naar Kimmel, die op dat ogenblik bezig was aan de opnames van zijn eigen show. De presentator maakte toen de opmerking dat "Detroit beter niet kon winnen, want anders zouden de fans de stad in brand steken." De opmerking, die verwees naar de rellen die in 1984 ontstaan waren toen Detroit de World Series had gewonnen, kon niet door de beugel. Kimmels programma werd die avond door ABC niet uitgezonden. Achteraf verontschuldigde de presentator zich voor zijn grap.
In oktober 2007 was Kimmel gastpresentator van Live with Regis and Kelly. In die periode vloog hij voortdurend heen- en weer tussen Los Angeles en New York voor de opnames van zijn eigen show en die van Regis Philbin en Kelly Ripa. Hij brak toen het Guinnesswereldrecord van de grootste afstand die iemand in één week aflegde (36.059 km).
De presentator is ook regelmatig werkzaam als stemacteur. Zo sprak hij de stem in van Garfield in de film Road Trip. Verder had hij ook rollen in de animatieseries Family Guy en Robot Chicken. In 2010 verscheen hij ook in een reclamespot voor het computerspel Call of Duty: Black Ops. Kimmel sprak de stem in van Passief-Agressieve Smurf voor De Smurfen 2 uit 2013, en Batman in Teen Titans Go! To the Movies uit 2018. 
Kimmel werkte ook vier jaar mee aan Fox NFL Sunday, een sportprogramma van zender FOX. Verder was hij ook de gastheer bij de roasts van bekendheden Hugh Hefner en Pamela Anderson.
Kimmel was als kind een grote fan van David Letterman, die hij als zijn voorbeeld beschouwt. Letterman kwam in de jaren negentig samen met collega Jay Leno in het oog van een mediastorm te staan. Beide presentatoren maakten kans om de legendarische Johnny Carson op te volgen. Carson, die zijn voorkeur voor Letterman had uitgesproken, werd uiteindelijk verrassend opgevolgd door Leno. In januari 2010 nam Kimmel zijn collega Leno onder vuur in diens eigen programma The Tonight Show. Kimmel verwees daarbij voortdurend naar het conflict tussen Leno en Conan O'Brien, een conflict dat erg vergelijkbaar was met het conflict tussen Letterman en Leno in de jaren negentig. Sindsdien wordt Leno in de media regelmatig aangevallen door Kimmel.
In 2012 presenteerde Kimmel de uitreiking van de 64e Primetime Emmy Awards. Eerder dat jaar presenteerde hij ook het prestigieuze White House Correspondents' Dinner in Washington D.C.. Hij sloot zijn presentatie toen af door president Barack Obama een high-five te geven.
In 2013 kreeg Kimmel een ster op de Hollywood Walk of Fame.

### Privé
Kimmel heeft uit een ontbonden huwelijk een dochter en een zoon. 
Kimmel had sinds 2002 een relatie met Sarah Silverman. Sinds het begin van Jimmy Kimmel Live! was ze meerdere malen te gast in dat programma. Op 31 januari 2008 maakte ze, in verband met het 5-jarig bestaan van dat programma, het filmpje "I'm Fucking Matt Damon", waarin Matt Damon, die vaak het slachtoffer is van Kimmels grappen, ook speelde. Het filmpje werd op YouTube een grote hit, na vier dagen hadden al 1,3 miljoen mensen het filmpje bekeken. Kort daarop sloeg Jimmy Kimmel terug met het filmpje "I'm fucking Ben Affleck". Na een korte scheiding kwamen ze eind 2008 opnieuw bij elkaar, waarna ze in 2009 de relatie definitief beëindigden.
Hij verloofde zich in augustus 2012 met Molly McNearney. Kimmel en McNearney trouwden op 13 juli 2013. Ze kregen in 2014 samen een dochter en in 2017 een zoon.